# آنا والمدن الخمس
آنا والمدن الخمس هي رواية لأرنولد بينيت، نُشِرت لأول مرة عام 1902 وهي واحدة من أكثر أعماله شهرةً.

## خلفية الحبكة
تتمحور الحبكة حول آنا تيلرايت، ابنة رجل غني لكن بخيل واستبدادي، تعيش في منطقة الفخاريات في ستافوردشاير، إنجلترا. تخضع نشاطاتها بصرامة لسيطرة الكنيسة الميثودية. تتكلم الرواية عن نضال آنا للحصول على الحرية والاستقلال من قيود والدها.

## «المدن الخمس»
أصبحت ستوك-أون-ترينت معروفة باسم «المدن الخمس»، بسبب الاسم المعطى لها من قبل الروائي المحلي أرنولد بينيت. في رواياته، استخدم بينيت أسماءً مستعارة مألوفة بمعظمها لخمسٍ من المدن الست (على الرغم من تسميته لستوك «Knype»). على أي حال، قال بينيت أنه يعتقد بأن «المدن الخمس» أكثر طربًا على الأذن من «المدن الست»، لذا أزال فينتون (يُشَار لها أحيانًا ب «المدينة المنسية»). المدن هي تونستال وبورسليم وهانلي وستوك وفينتون ولونغتون بالترتيب من الجنوب الغربي إلى الشمال الشرقي.

## الحبكة
تعيش آنا مع اختها آغنيس ووالدها الأرمل لمرتين، إيفريم تيلرايت، في برسلي. أصبح هذا الأخير، الذي كان ذات يوم واعظًا نشطًا ومدرسًا في الحركة الميثودية، طاغيةً محليًا، ورجلًا غنيًا بسبب سلوكه البخيل.
في عيد ميلادها الواحد والعشرين، يُسلِّم إيفريم آنا ميراثها غير المتوقع من جدتها بشكل فظ، عدة طرود من الحصص والعقارات الصناعية والسكنية المُستأجَرة والتي قام بادخارها وإعادة استثمارها عبر السنين. على الورق، الآن آنا امرأة غنية، لكنها لا تملك أي خبرة في الأعمال التجارية والمعاملات المالية، عدا عن مصاريف النفقات المنزلية التي يسلمها إياها والدها على مضض نهاية كل أسبوع.
تزور المصارف المتهدمة (مصانع الفخار) التي يديرها تيتوس وويلي برايس، والتي أصبحت الآن ملكًا لها. أعمال آل برايس التجارية غارقة في الديون بشكل كبير ويعلنون أنهم غير قادرين على دفع الدين، ولكن يتمكنون من دفع بضعة جنيهات لآنا. كما تُدعَى لزيارة المعامل الحديثة والمزدهرة الخاصة بهنري مينورز، وتُنصَح من قبل إيفريم بأن تستثمر فيها كشريك نائم. هي تعي أن مينورز، الذي تعرفه عن طريق أنشطة الكنيسة المشتركة، واقع في حبها، ولكنها غير متأكدة من مشاعرها الخاصة.
تُدعَى آنا لزيارة جزيرة مان من قبل آلدرمان والسيدة سوتون، التي ترى أن آنا صديقة ملائمة لابنتهم المدللة، بياتريس. دُعِي مينورز أيضًا. بحلول نهاية الزيارة، تمت خطوبة آنا وهنري بصدد زواجهما، ولكن لا زالت آنا تكن مشاعرًا سرية تجاه ويلي برايس، الذي أيضًا تعرفه جيدًا من الحركة الميثودية.
عند عودتها إلى برلسي، تتحطم آنا لمعرفتها بانتحار تيتوس برايس. تلوم نفسها وضغط والدها على أعمال آل برايس التجارية، ولكن يقوم ويلي بالاتصال وشرح أن إفلاس زبون رئيسي هو العامل المسبب في انتحار والده.
يصبح من الواضح أن على ويلي إعلان إفلاسه، ويتيح له الدائنون (من ضمنهم آنا) مالًا كافيًا للهجرة إلى أستراليا. يأخذ مينورز مسكن آل برايس الكبير كمنزل الزوجية، على الرغم من احتياجه للكثير من الترميم. يوافق هو وآنا على الزواج بأقرب وقت ممكن، وإنشاء منزل أيضًا من أجل آغنيس.
يكتشف هنري تناقضًا في حسابات الكنيسة، ويصبح من الواضح أن آل برايس كانوا يختلسون الأموال بهدف دعم أعمالهم التجارية. يقرر هنري وآنا سويًا أنهم سيقومون بتعويض المال الناقص حتى لا يُلامَ آل برايس. ولكن تتسرب الأخبار على أية حال ويضج المجتمع برمته بالأمر بعد وقت قريب.
تقرر آنا أنه لا يجب على ويلي أن يغادر برسلي خاوي اليدين فتُسرِّب له رسالة بشرط ألا يقرأها حتى يصل إلى ميلبورن. تحتوي الرسالة شيكًا بقيمة مئة جنيه.
تتزوج آنا وهنري. لا يُسمَعُ شيءٌ عن ويلي برايس بعدها؛ تقترح القصة أنه قد انتحر أيضًا.

## روابط خارجية
- آنا والمدن الخمس على موقع الموسوعة البريطانية (الإنجليزية)